# De mammoetjagers
De Mammoetjagers (The Mammoth Hunters) , uitgegeven in het najaar van 1985) is het derde boek van de serie Earth's Children (de Aardkinderen) van de Amerikaanse schrijfster Jean M. Auel.

## Introductie
De reeks speelt zich af tijdens een laat deel (35.000 tot 25.000 jaar geleden) van de laatste ijstijd, het Weichselien, op verschillende locaties in het deel van Europa dat niet bedekt is met gletsjers. Het beschrijft voornamelijk het leven van hoofdrolspeelster Ayla, een cro-magnonmens die opgroeit bij een groep neanderthalers. Voor wetenschappers is de romanreeks géén betrouwbare reconstructie van het leven in de ijstijd.

## Verhaal
Nadat Ayla en Jondalar elkaar in de paardenvallei hebben gevonden, komen ze tijdens een omzwerving de Mamutiërs (mammoetjagers) tegen. Ze besluiten met hen mee te gaan en Ayla wordt door de mammoetjagers geadopteerd. Jondalar wordt intussen geplaagd door jaloerse gevoelens veroorzaakt door Ranec, een zwarte man die ook door de stam is geadopteerd en verliefd is op Ayla. Ayla treft in het kamp van de mammoetjagers een kind van gemengde afkomst aan, Rydag. Deze doet haar denken aan haar zoon Durc, die ze achter heeft moeten laten bij de Stam. De groep neanderthalers waar ze opgegroeid is. Ayla leert de Mamutiërs de taal van de Stam, zodat ze met Rydag kunnen communiceren.
Tijdens een jacht doodt Ayla een wolfmoeder en neemt de zorg van haar jong op zich, hiermee de basis leggend voor de domesticatie van wolfshonden.
Bij de zomerbijeenkomst van alle stammen met mammoetjagers, wordt Ayla en de hele groep vreemd aangekeken omdat ze twee paarden en een wolf bij zich hebben. Tijdens de zomerbijeenkomst is er een verbintenis gepland tussen haar en Ranec. Ook Jondalar is nog verliefd op Ayla, maar hij kan dit niet tegen haar vertellen.
Op het einde van het verhaal, de dag voor de verbintenis met Ranec, komt het toch nog goed tussen Ayla en Jondalar en vertrekken ze samen, op weg naar de Zelandoniërs, het volk van Jondalar.
Deel 1: De stam van de holenbeer · Deel 2: De vallei van de paarden · Deel 3: De mammoetjagers · Deel 4: Het dal der beloften · Deel 5: Een vuurplaats in steen · Deel 6: Het lied van de grotten